# Norman Dilworth
Pour les articles homonymes, voir Dilworth (homonymie).
Norman Dilworth, né le 12 janvier 1931 à Orrell (en), Wigan, Angleterre et mort le 25 janvier 2023 à Lille, est un artiste britannique de l'abstraction géométrique. 

## Biographie
Né en 1931 à Wigan en Angleterre, Norman Dilworth suit les cours de l'école d’art de Wigan de 1949 à 1952. De 1952 à 1956 il étudie à la Slade School of Fine Art de l'University College, à Londres. Il obtient le prix Tonks de la Slade school en 1955 et, l'année suivante, le Prix de dessin du Sunday Times. Une bourse du gouvernement français lui est accordée pour étudier à Paris de 1956 à 1957.
Jusqu’en 1982, Norman Dilworth travaille et réside ensuite à Londres. En 1971, il se voit décerner 1er prix de sculpture pour Haverfordwest (British Art Council), suivi en 1974 du 1er prix, fontaine pour Cardiff, Pays de Galles (Welsh Arts Council). En 1980, avec Gerhard von Graevenitz, il organise l’exposition « Pier + Ocean » (Hayward Gallery, Londres et Musée Kröller-Müller, Otterlo) à laquelle il participe.
De 1982 à 2002, il réside et travaille à Amsterdam, avant de se fixer en 2002 à Lille .

## Parcours artistique
En 1980, Norman Dilworth est l’un des deux commissaires de l'exposition Pier + Ocean, construction in the art of the seventies présentée à la Hayward Gallery de Londres et au Kröller-Muller d’Otterlo. 
Sa première rétrospective en France a lieu au Musée départemental Matisse à Le Cateau-Cambrésis, du 8 juillet au 30 septembre 2007.

## Hommage
La commune du Touquet-Paris-Plage, qui a accueilli les œuvres de Norman Dilworth, lui rend hommage en apposant une plaque, avec la signature et les empreintes des mains de l'artiste, sur le sol du jardin des Arts.

## Expositions personnelles (sélection depuis 1995)
- Art Affairs, Amsterdam (Pays-Bas) 1995
- Galerie Durhammer, Frankfurt (Allemagne) 1995
- Art Affairs, Amsterdam (Pays-Bas) 1997
- Galerie Magnus Aklundh, Lund (Suède) 1998
- Espace d’art contemporain, Demigny (France)1998
- Artist in residence, Guernesey (Iles Anglo-normandes) 1999
- Art Affairs, Amsterdam (Pays-Bas) 2000
- Museum Het Mondriaanhuis, Amersfoort (Pays-Bas) 2001
- Espace d’art contemporain, Demigny (France) 2001
- Stedelijk Museum, Amsterdam (Pays-Bas) 2002
- Het Glasen Huis, Amsterdam (Pays-Bas) 2003
- Musée des Beaux-arts et de la dentelle, Calais (France) 2005
- Espace Lumière, Hénin-Beaumont (France) 2005
- Galerie Oniris, Rennes (France) 2006
- Centre d’art contemporain Bouvet Ladubay Saumur (France) 2006
- Galerie Frontière$, Hellemmes (France) 2006
- Parcours sculpture / Art|Paris au Grand-Palais, stand Oniris 2007 et 2008
- Rétrospective au Musée Matisse / Cateau-Cambrésis 2007

## Collections publiques et privées (extrait)
- Fondation Villa Datris, L'Isle-sur-la-Sorgue[3]
- Fonds national d'art contemporain, La Défense
- Musée Matisse, Cateau-Cambrésis
- Musée de Grenoble
- Musée de Montbéliard
- Ville de Valenciennes
- Matmut pour les arts
- Tate Gallery, Londres (GB)
- The British Council (GB)
- Art Council of Great Britain (GB)
- Manchester City Art Gallery (GB)
- National Collection, Varsovie (Pologne)
- Muséum Stzuki. Museum of Modern Art, Lodz (Pologne)
- City of Amsterdam (Pays-Bas)
- City of Dordrecht (Pays-Bas)…

### Autres sources
: document utilisé comme source pour la rédaction de cet article. :
- Dossier de presse de la Rétrospective Norman Dilworth au Musée Matisse Le Cateau Cambrésis (juillet-septembre 2007)
- (fr) Page de l'artiste Norman DILWORTH sur le site de la Galerie Oniris qui expose régulièrement les travaux de Norman Dilworth depuis 2004

## Pour approfondir